# Гійом Куяр
Гійом Куяр (нар. 10 грудня 1975) — колишній монакійський тенісист.
Найвищу одиночну позицію світового рейтингу — 569 місце досяг 28 жовтня  2002, парну — 839 місце — 28 жовтня 2002 року.
Завершив кар'єру 2014 року.

## Фінали за кар'єру

### Одиночний розряд (0–2)
| Легенда                  |
| Великий шлем (0–0)       |
| Tennis Masters Cup (0–0) |
| Серія Мастерс ATP (0–0)  |
| Тур ATP (0–0)            |
| Челленджери (0–0)        |
| Ф'ючерси (0–2)           |

| Результат | Ранг | Дата           | Турнір              | Покриття | Суперник       | Рахунок       |
| Поразка   | 1.   | 17 червня 2002 | Кігалі, Руанда      | Ґрунт    | Ґвеналь Ґейт   | 0–2, RET.     |
| Поразка   | 2.   | 23 лютого 2004 | Бенін-Сіті, Нігерія | Тверде   | Валентен Санон | 6–1, 6–7, 6–7 |